# Jalila Haider

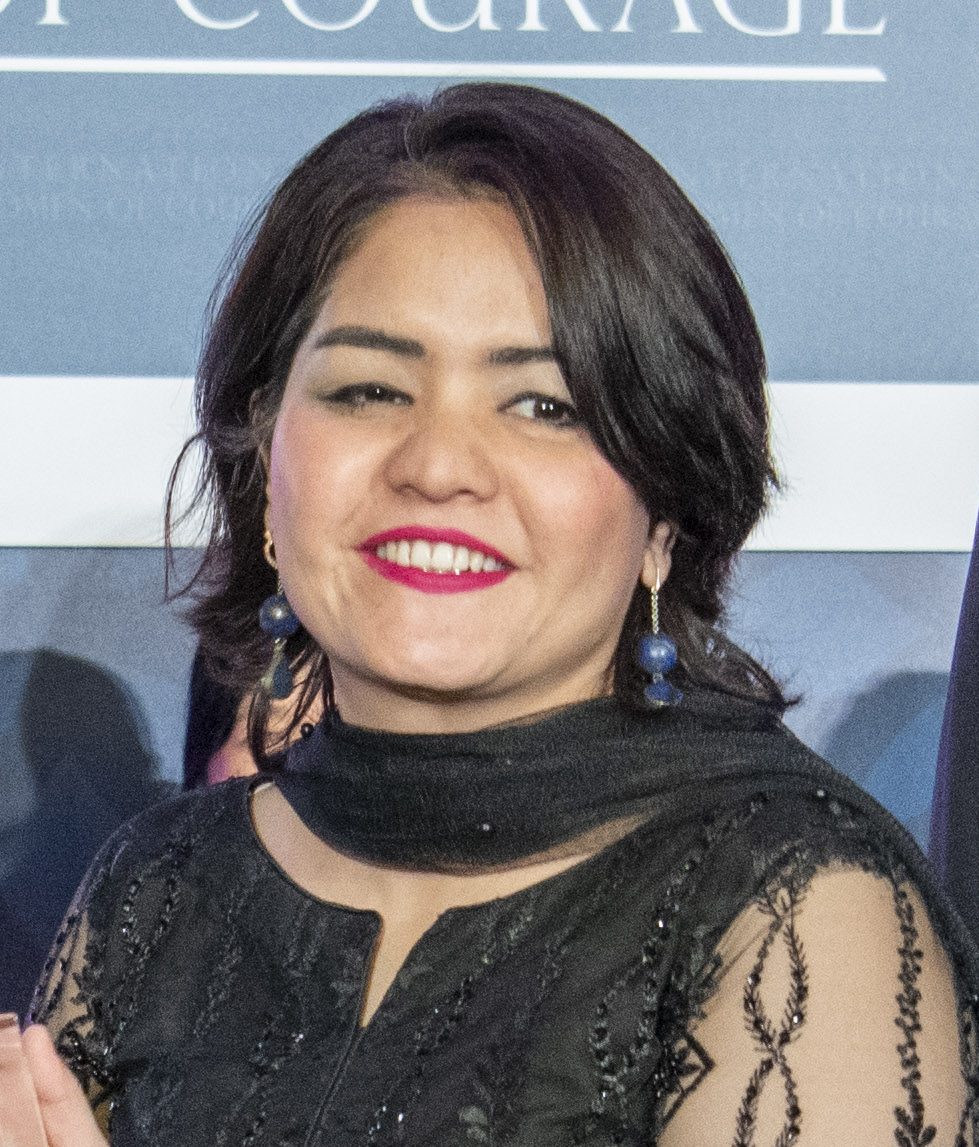
Jalila Haider (2020)

Jalila Haider (Hazaragi/Urdu جلیله حیدر; geb. am 10. Dezember 1988 in Quetta) ist eine pakistanische Menschenrechtsanwältin und politische Aktivistin. Für ihren Einsatz für die Minderheitenrechte in ihrem Heimatland wurde sie 2020 mit dem International Women of Courage Award (IWOC) des Außenministeriums der Vereinigten Staaten ausgezeichnet. Die BBC hat sie in die 100-Women-Liste des Jahres 2019 aufgenommen.
Haider gehört der Ethnie der Hazaras an und ist die erste Rechtsanwältin ihrer Gemeinschaft.

## Leben
Haider hat einen Abschluss der Universität von Belutschistan. Sie arbeitet als Anwältin und ist auf die Verteidigung der Frauenrechte spezialisiert. Dazu gehören Ehestreitigkeiten, sexuelle Belästigung, häusliche Gewalt und Eigentumsfragen. Menschen, die sich keinen Rechtsbeistand leisten können, bietet sie kostenlose Hilfestellung an. In den Jahren 2014–2017 hat Haider eine Reihe internationaler Stipendien erhalten.

## Engagement
Seit mehr als zehn Jahren hat sich Haider für die Rechte von Minderheiten eingesetzt, sich gegen Menschenrechtsverletzungen ausgesprochen, das Verschwinden und die Tötung von politisch Aktiver in Belutschistan kritisiert sowie an Protesten der Hazaras teilgenommen. Im März 2018 sprach sie auf einer Veranstaltung der neu gegründeten paschtunischen Bürgerrechtsbewegung Pashtun Tahaffuz Movement (PTM).
Die Hazara leben in der Stadt Quetta in den beiden Stadtvierteln Marriabad und Hazara Town. Als Angehörige der schiitischen Minderheit sind sie seit einigen Jahren ein Ziel häufiger Anschläge. Es wird geschätzt, dass 40.000 Hazaras Quetta verlassen haben oder versucht haben in andere Länder illegal einzureisen. Die Isolierung der Stadtviertel durch den pakistanischen Frontier Corps (FC; deutsch Grenzkorps) hatten die Sicherheitslage jedoch nicht verbessert. Haider klagt die Ghettoisierung der Hazaras an. Anstatt die Verbreitung von Hassmaterial zu verhindern, habe man die Gräben um die Orte tiefer gezogen, die Isolation der Hazara weiter erhöht und sie von der allgemeinen Bevölkerung entfremdet.
Nach einer Serie von Anschlägen begann Haider im April 2018 einen Hungerstreik vor dem Presseclub von Quetta. Sie klagte den Tod von etwa 3000 Hazaras in 20 Jahren an und erzwang eine Reihe von Gesprächen mit Ministern und anderen führenden Persönlichkeiten. In einem Zeichen der Solidarität schlossen sich Angehörige anderer Volksgruppen und politisch Aktive an. Am fünften Tag ihres Hungerstreiks nahm der Oberste Richter Pakistans, Mian Saqib Nisar, die Morde an Hazaras von Amts wegen zur Kenntnis. In einer anschließenden Anhörung bezeichnete er diese als ethnische Säuberungen. Nach einem Treffen mit dem Stabschef der Armee Qamar Javed Bajwa beendete Jalila ihren Hungerstreik. Die Sicherheitskräfte intensivierten daraufhin die Verfolgung der Attentäter.
Haider gründete die gemeinnützige Organisation “We the Humans – Pakistan” (Wir Menschen – Pakistan), die schutzbedürftigen Frauen und Kindern neue Chancen bietet. Sie ist Präsidentin der “Women Democratic Front” in Belutschistan. Am 8. März 2019, dem Tag der Frau, wurden in den Provinzen Pakistans „Aurat-Märsche“ gegen das Patriarchat durchgeführt.

## Ehrung
Jalila Haider wurde als Menschenrechtsanwältin, Verteidigerin von Frauenrechten und ihren Einsatz für die Hazara und viele andere gefährdete Gemeinschaften mit dem „International Women of Courage Award“ ausgezeichnet. In der Laudatio wird sie als „Eiserne Lady von Belutschistan“ bezeichnet. Der Preis wurde am 4. März 2020 von Außenminister Mike Pompeo und Melania Trump verliehen. Unter den zwölf Ausgezeichneten des Jahres waren auch Frauen aus Bolivien, Syrien und mit Ljussi Kotscharjan die erste Frau aus Armenien.